# Cette nuit est notre nuit
Pour plus de détails, voir Fiche technique et Distribution.
Cette nuit est notre nuit (Tovarich) est un film américain d’Anatole Litvak sorti en 1937, d'après la pièce à succès Tovarich écrite par Jacques Deval. 

## Synopsis
Le prince russe Mikail Alexandrovitch Ouratieff et sa femme, la grande-duchesse Tatiana Petrovna fuient la Révolution russe pour se rendre à Paris avec la fortune du tsar, dont il leur a confié la garde. Le couple décider de garder l'argent dans une banque en refusant fidèlement d'en dépenser une partie pour eux-mêmes. 
Cependant, devenus sans le sou, ils sont contraints de se faire engager sous de fausses identités comme majordome et femme de chambre dans la maison du riche Charles Dupont et de sa femme Fermonde ainsi que de leurs enfants, Hélène et Georges.
Après des débuts hésitants, les domestiques s'attachent progressivement à leurs employeurs mais leur secret est finalement découvert, lorsque l'un des invités d'un dîner, le commissaire soviétique Gorotchenko les reconnaît.

## Fiche technique
- Titre : Cette nuit est notre nuit
- Titre original : Tovarich
- Réalisation : Anatole Litvak
- Scénario : Robert E. Sherwood et Casey Robinson d'après une pièce de Jacques Deval
- Production : Anatole Litvak
- Société de production : Warner Bros. Pictures
- Photographie : Charles Lang
- Montage : Henri Rust
- Musique : Max Steiner
- Direction artistique : Anton Grot
- Costumes : Orry-Kelly et Travis Banton
- Pays d'origine : États-Unis
- Format : noir & blanc - Son : Mono
- Genre : Comédie
- Durée : 98 minutes
- Dates de sortie :
  - États-Unis : 25 décembre 1937

## Distribution
- Claudette Colbert : La grande Duchesse Tatania Petrovna Romanov
- Charles Boyer : Prince Michael Alexandrovitch Ouratieff
- Basil Rathbone : Commissaire Dimitri Gorotchenko
- Anita Louise : Hélène Dupont
- Melville Cooper : Charles Dupont
- Isabel Jeans : Fernande Dupont
- Morris Carnovsky : Chauffourier Dubieff
- Victor Kilian : Gendarme
- Maurice Murphy : Georges Dupont
- Gregory Gaye : Comte Frederic Brekenski
- Montagu Love : M. Courtois
- Heather Thatcher : Lady Kartegann
- Doris Lloyd : Mme Chauffourier Dubieff
- May Boley : Louise
- George Davis (non crédité) : un gendarme